# Приписные крестьяне
Приписны́е крестьяне — в России XVII — первой половины XIX века государственные, дворцовые и экономические крестьяне, вместо уплаты подушной подати работавшие на казённых или частных заводах и фабриках, то есть прикреплённые (приписанные) к ним. В конце XVII в. и особенно в XVIII в. правительство для поддержки крупной промышленности и обеспечения её дешёвой и постоянной рабочей силой широко практиковало приписку государственных крестьян к мануфактурам на Урале и в Сибири. Обычно приписные крестьяне прикреплялись к мануфактурам без определённого срока, то есть навечно. Рекруты, набираемые среди приписных, становились мастеровыми на горных и металлургических заводах. Формально эти крестьяне оставались государственными, но на практике промышленники использовали и наказывали их как своих крепостных.
На эксплуатации приписных крестьян была основана экономика горной и металлургической промышленности, в частности Алтайского горного округа.
Тяжёлое положение вызывало побеги, волнения и восстания приписных крестьян. В конце XVIII века правительство прекращает вновь приписывать крестьян к заводам. По указу 1807 г. приписные крестьяне на уральских горных заводах начали освобождаться от обязательных заводских работ. В начале XIX века часть приписных крестьян под названием «непременные работники» вошла в категорию посессионных крестьян, которая была ликвидирована в 1861—1863 гг. с отменой крепостного права.
Освобождены крестьянской реформой 1861.